# La Meilleraye-de-Bretagne
La Meilleraye-de-Bretagne település Franciaországban, Loire-Atlantique megyében. Lakosainak száma 1587 fő (2022. január 1.). La Meilleraye-de-Bretagne Joué-sur-Erdre, Abbaretz, Grand-Auverné, Issé, Moisdon-la-Rivière és Riaillé községekkel határos.

## Népesség
A település népességének változása:
| Lakosok száma | 1129 | 1074 | 1097 | 1197 | 1464 | 1498 | 1527 | 1547 | 1548 | 1587 |
|               | 1968 | 1982 | 1990 | 2006 | 2013 | 2015 | 2017 | 2019 | 2020 | 2022 |